# Giuseppe Galderisi
Giuseppe Galderisi (Salerno, 22 de março de 1963) é um ex-futebolista italiano, que atuava como atacante. 

## Carreira
Atuou por times da Itália e no final de sua carreira, mudou-se para os Estados Unidos, jogar por times estadunidenses. Teve seu maior destaque na Itália no Calcio Padova.
Galderisi representou a Seleção Italiana de Futebol, na Copa do Mundo de 1986.

## Títulos
Juventus
- Série A: 1980-81, 1981-82
- Copa Italia: 1982-83

Verona
- Série A: 1984-85